# Претеризм
Претеризм — интерпретация христианской эсхатологии, согласно которой большая часть пророческих описаний Последнего Времени, которые содержатся в Библии, относятся к событиям, уже произошедшим в первый век существования христианства. В частности, к 70-му году н. э., когда был разрушен Иерусалимский храм. Согласно претеризму, начиная с этого события под «Израилем» следует понимать христианскую церковь, которая стала естественным продолжением существования Народа Божьего на земле.
Само понятие «претеризм» происходит от лат. praeter (прэтер) — «проходить мимо, прошедшее, прежнее». Последователей такого учения называют претеристами. Среди них выделяются две группы, которые можно условно обозначить как полных претеристов (последовательных, гиперпретеристов, крайних) и частичных претеристов (умеренных, традиционных). Последние, в частности, относят к будущему Второе пришествие Христа, воскресение, создание Богом «нового неба и новой земли».
Претеризм характерен для мировоззрения некоторых групп протестантов. В частности, для либеральных рационалистов среди исследователей Библии, которые также склонны с недоверием относиться к «чудесной» стороне Нового Завета. Таким образом, претеризм можно идентифицировать как форму религиозного скептицизма.
Альтернативными интерпретациями в христианской эсхатологии являются историцизм, футуризм и идеализм.

## Основные идеи претеристов
1. Отождествление Нерона с Антихристом. В будущем не будет такой личности.
2. Время великой скорби уже прошло. Этот период отождествлен со временем осады и взятия Иерусалима в 66 — 70 гг. н. э.
3. Иисус Христос вернулся на облаках во свидетельство исполнения пророчества о разрушении Иерусалима.
4. Израиль, народ Божий, остаток, евреи — это теперь христианская церковь. Все обетования, данные в Ветхом Завете, относятся к церкви.
5. Армагеддон — это и есть взятие Иерусалима. Падение Вавилона — разрушение Иерусалима (в том числе опираясь на 1Пет. 5:13)
6. Сатана уже скован и Благая весть распространяется всюду. (Пророчество, содержащееся в последней книге Библии — Откровении (Апокалипсисе) (Отк. 20) уже исполнилось)
7. «Тысячелетнее царство», о котором также говорится в Книге Откровения (глава 20, стих 7) уже наступило. Но «тысяча» — символическое обозначение длительного периода.

Главные опоры:
- Воззрение, что Христос придёт скоро (Отк. 1:1)
- Современники Христа будут свидетелями исполнения пророчества: в контексте эсхатологии Евангелия от Матфея и др. библейских источников понятие «род» из текста двадцать четвёртой главы этого Евангелия следует рассматривать как «поколение» (Мф. 24:34).